# 春晓街道
春晓街道，是中国浙江省宁波市北仑区的一个街道办事处，辖区面积75.81平方公里，因地处春晓油气田登陆地并建有春晓油气陆上终端处理厂而得名:134。

## 历史
辖区古属鄞县，宋熙宁十年（1077年）划归定海县（镇海县）属泰邱乡，1930年设三山乡，1936年分为三山乡、慈岙乡、合岙乡，1946年改为三山乡、泰合乡，1949年三山乡、泰合乡合并为和平（泰南）乡，1950年6月分为三山乡、海口乡、合岙乡，1953年9月合岙乡划归鄞县，1956年2月三山乡、海口乡、昆亭乡合并为，1957年6月昆亭乡重新分出，1958年10月改为三山人民公社，1970年昆亭公社并入三山公社，1971年5月昆亭公社重新分出，1983年11月改为三山乡，2003年8月撤乡设立春晓镇，划入原柴桥镇原昆亭乡上刘村、上车门村、邹溪村、燕湾村、桂池村、干岙村:12-14、197:7、134:73，2014年10月撤镇设立春晓街道，2015年1月4日正式成立。

## 行政区划
春晓街道下辖以下地区：
洋沙山社区、明月湖社区、咸昶村、民丰村、干岙村、三山村、慈岙村、昆亭村